# Балкан (албум)
Балкан је други студијски албум Секе Алексић, издат 1. децембра 2003. године, са почетком у 19 сати и 30 минута. Албум је снима у студију XXL, у продукцији Дејана Абадића, заједно са Иваном Кљајићем и Ђорђем Петровићем. Омот и промотивне фотографије за албум направио је Дејан Милићевић. Албум садржи и мултимедијалну презентацију за рачунар.

## Списак песама
| Бр. | Назив                   | Текстописац                    | Продуцент    | Трајање |
| --- | ----------------------- | ------------------------------ | ------------ | ------- |
| 1.  | Црно и златно           | Д. Брајовић Браја              | Дејан Абадић | 03:39   |
| 2.  | Не остављај ме саму     | Д. Брајовић Браја              | Дејан Абадић | 03:22   |
| 3.  | Очи плаве боје          | С. Симеуновић                  | Дејан Абадић | 03:26   |
| 4.  | К'о да сутра не постоји | Д. Брајовић Браја              | Дејан Абадић | 03:51   |
| 5.  | Једна више              | М. Туцаковић, А. Саша Марковић | Дејан Абадић | 04:05   |
| 6.  | Иди лепи мој            | Д. Брајовић Браја              | Дејан Абадић | 03:36   |
| 7.  | Балкан                  | С. Симеуновић                  | Дејан Абадић | 03:59   |
| 8.  | Шта је било, било је    | Баша                           | Дејан Абадић | 03:48   |
| 9.  | Дан од живота           | С. Симеуновић                  | Дејан Абадић | 03:20   |
| 10. | Дим срца мог            | М. Туцаковић, А. Саша Марковић | Дејан Абадић | 03:55   |

| Икона за клице | Овај чланак везан за музичке албуме је клица. Можете допринети Википедији тако што ћете га проширити. |